# Villa Goldstein

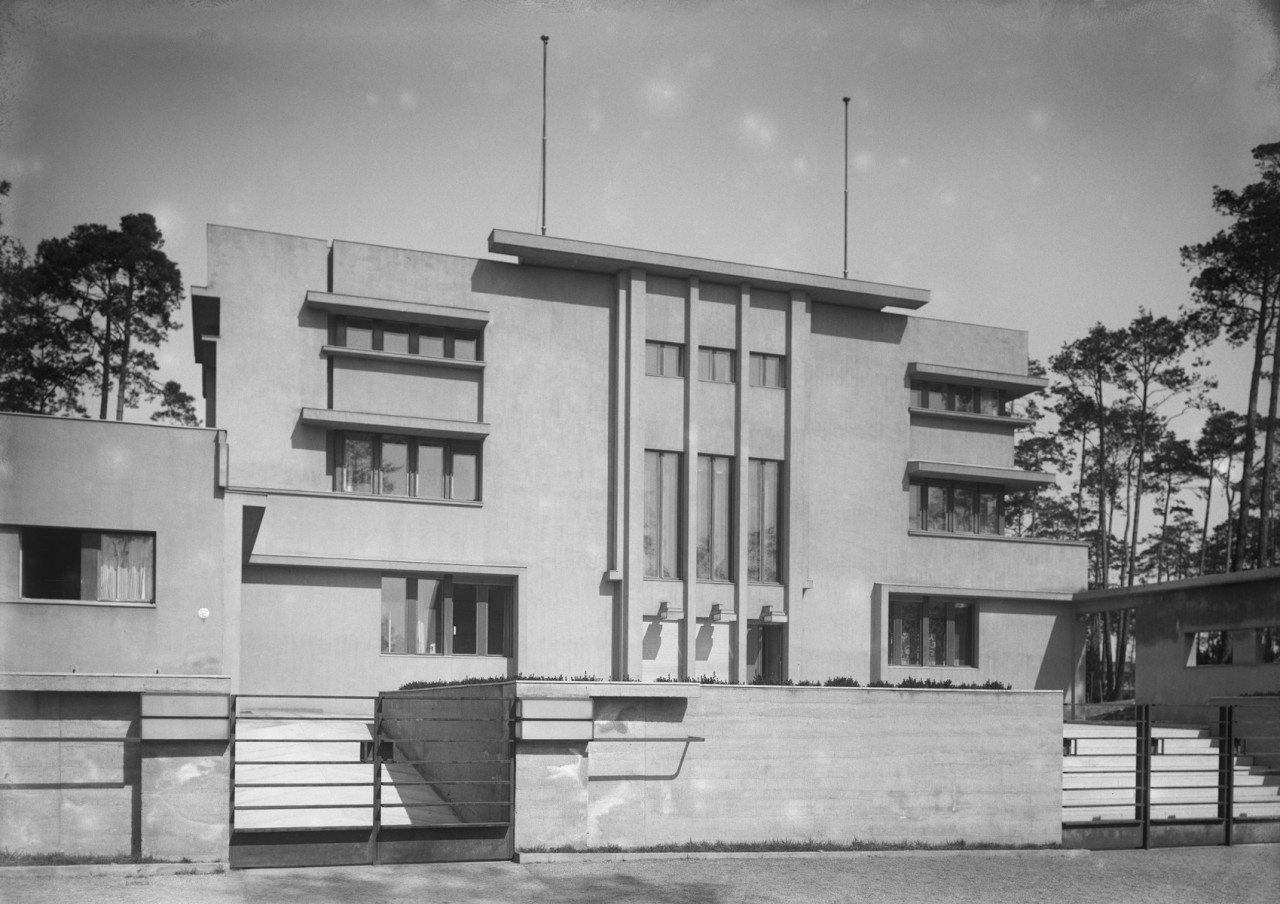
Villa Goldstein / Haus der deutschen Turnerschaft (ca. 1940)

Die Villa Goldstein war eine großbürgerliche Villa im Berliner Ortsteil Westend, Arysallee 2 Ecke Sensburger Allee 17. Sie wurde 1922–1924 nach einem gemeinsamen Entwurf des Architekten Arthur Korn und des Bauingenieurs Siegfried Weitzmann für den Rechtsanwalt Ismar Goldstein und seine Frau Jeanette erbaut.
Es handelt sich bei diesem Bau um einen sehr frühen und bedeutenden, wenn auch landläufig unbekannten Entwurf des Neuen Bauens in Deutschland, der im Zweiten Weltkrieg beschädigt und 1957 abgerissen wurde. Weitere Bedeutung erhielt die Gestaltung des Gebäudes und der Liegenschaft durch die Mitarbeit von Richard Neutra und Rudolf Belling. Die Konsequenz und ästhetische Kongruenz, mit der die europäische Architektur hier in die Moderne überführt wurde, kann durchaus mit hochbedeutenden, bekannteren und besser dokumentierten Bauten wie des südfranzösischen E.1027 von Eileen Gray, des Pariser Maison de verre von Pierre Chareau und Bernard Bijvoet oder auch des Bauhaus-Gebäudes in Dessau von Walter Gropius verglichen werden.
Mehrere Fotografien dieses Gebäudes sind online gestellt im Bildindex der Kunst und Architektur – Deutsches Dokumentationszentrum für Kunstgeschichte – Bildarchiv Foto Marburg.

## Baugeschichte
Im Jahr 1922 suchte Ismar Goldstein den Architekten Arthur Korn auf, um ihn mit einem Auftrag für ein repräsentatives Wohnhaus zu beauftragen. Korn hatte sich kurz zuvor gemeinsam mit Siegfried Weitzmann selbstständig gemacht. Diese Zusammenarbeit von Architekt und Bauingenieur prägte auch die Planung und die Bauausführung der Villa.
Als Baugrundstück wurde ein etwa 10.000 m² großes Areal in Berlin-Westend nahe der Heerstraße ausgewählt, die Bauakte verzeichnet Frau Jeanette Goldstein als Käuferin des Grundstücks. Das Gelände wurde ein Jahrzehnt zuvor zur Bebauung freigegeben und sukzessive in großbürgerlichen Dimensionen bebaut. Schon im Herbst 1922 wurde mit dem Bau begonnen, und im Jahr 1924 wurde das Haus bezogen. Während der Bauzeit noch an einer nur nummerierten Erschließungsstraße gelegen, erhielt die Liegenschaft bald die Adresse Arysallee 2.

## Bauherr
Ismar Goldstein (1880–1942) war ein Sohn von Heimann und Feige Fanny Goldstein aus Lipine (heute: Lipiny), einem Ortsteil von Świętochłowice in Schlesien, und Bruder von Arthur Goldstein (1887–1943), sozialdemokratischer und kommunistischer Politiker und Journalist, ebenfalls Berlin, sowie Jacob Goldstein (1873–1943), Stadt-Obertierarzt in Berlin. Nach dem Abitur in Königshütte (heute: Krolewska Huta) absolvierte er im Jurastudium ein Referendariat am Amtsgericht Peiskretscham.
Ab 1923 war er beim Kammergericht in Berlin als Rechtsanwalt eingetragen und 1923/1924 war er auch Direktor der Deutschen Länderbank AG am Pariser Platz. Zu dieser Zeit war er auch Aufsichtsratsvorsitzender der Austro-Grade Automobilfabrik in Bork. Im Jahr 1923 gegründet, wurde diese jedoch bereits ein Jahr später unter Geschäftsaufsicht gestellt und ging im August 1926 in Liquidation.
Als verfolgter jüdischer Bürger, der ab 1933 auch um seine berufliche Existenz als Rechtsanwalt fürchten musste, konnte er zwar noch bis in das Jahr 1937 als Rechtsanwalt tätig sein, doch spätestens mit der Novelle des Reichsbürgergesetzes vom 27. September 1938 wurde ihm diese berufliche Betätigung unmöglich gemacht. Im Jahr 1942 verstarb er als im Dritten Reich verfolgter Jude im Ghetto Riga; dorthin war er am 19. Oktober 1942 vom Güterbahnhof Moabit mit dem Transport 21 verbracht worden. Zu dem Verbleib und dem Schicksal von Jeanette Goldstein, sind keine gesicherten Informationen auffindbar: der Familienstand Ismar Goldsteins wird auf der Deportiertenliste als „ledig“ angeführt.

## Architektur
Arthur Korns damals neuartige und moderne, den Bau in spannungsvoll kontrastierende, klar definierte und dekorlose Volumina gliedernde Architektur beeindruckt noch heute. Die die Architekturelemente verbindende Gartenanlage dieses Anwesens plante er zusammen mit Richard Neutra, später einem der bedeutendsten Architekten der Moderne, und der bedeutende Bildhauer Rudolf Belling schuf Brunnenobjekte für das Areal.
Die Pläne umfassten das große Wohnhaus mit Seitenflügel für die Wirtschafts- und Angestelltenräume, eine Badehaus mit Schwimmbassin und die Gartenanlage. Die Architektur des Haupthauses war ausnehmend modern in ihrer sachlichen Detailgestaltung und der spannungsreichen Anordnung der Bauvolumina. Das Haupthaus, in der Gesamtanlage mit dem Wirtschaftstrakt und weiteren Architekturelementen asymmetrisch angelegt, spielt mit dem architektonischen Topos des Cour d’honneur, des Ehrenhofs. Sein Plan versetzt den eigentlich die Gäste an der Zutrittsseite empfangenden architektonischen großen Gestus an die Rückseite, dem Hauptgarten mit dem Bassin und dem Badehaus zugewandt. Zusammenklingend mit der durchaus auf eine repräsentative Wirkung der Details und der Gesamterscheinung angelegten Konzeption wird deutlich, dass Korn und Weitzmann hier mit tradiertem architektonischen Repertoire innovativ umgehen und eine gültige Formulierung für einen modernen repräsentativen Wohnsitz gefunden haben.
Das Badehaus, erst zu Beginn des Jahres 1923 in den Details feststehend, unterscheidet sich in der akzentuiert offenen, leichten und transparenten Gestaltung von dem in kubischen Blöcken konzipierten Haupthaus. Die Formensprache dieses Gebäudes, die über das bloße Entwickeln einer geradlinigen und sachlich-funktionalen Baugestaltung hinausgeht, ist ausgesprochen konstruktivistisch, nicht nur konstruktiv. Die Symmetrie im Zusammenklang mit der klar stilisierten Formensprache erinnert entfernt an archaische Tempelbauten wie die der Indios, deren Umformung zum Beispiel auch zeitgleich in Frank Lloyd Wrights Storer House wiederzufinden ist. Die betont künstlerische und konformismusferne Formfindung weist auf Richard Neutras oder auch Louis I. Kahns Projekte voraus, und der utopische Konstruktivismus der russischen Avantgardearchitektur (El Lissitzky) klingt in diesem Nebengebäude ebenso an wie auch das konstruktivistische Denken der De-Stijl-Schule. Offen ausgreifende und transparent angelegte, vielleicht als modernistisch interpretierte Pergola zu bezeichnende Anbauten an das Haupthaus stellen ästhetisch die Verbindung zu dem Badehaus her.
Korn beschrieb seine Architektur so: „Architektur, sinnvoll wie die Maschine, wie der Untergrundbahnzug – die Luftkabine, die Karosserie. unauffällig kollektiv.“ Vorschnell interpretiert klingt hier Le Corbusiers oft verkürzt interpretierter Terminus der Wohnmaschine an. Korn jedoch gibt der idealen Architektur einen ambivalenten Charakter, indem er gleich im folgenden Absatz erklärt: „Aber man kann im unpersönlichen Sachhaus nur leben, wenn hinter dem befriedigten Bedürfnis die symbolische Kunstform steht, die den Organismus fühlt und fragt: auf welchen Stützpunkten […] steht der Bau. Wie sitzen die Lichtflächen darin […]. Wie steht der Bau zur nahen und weiten Umgebung, zur Luft. […] Wie erhält das Ganze Bedeutung zum Kleinsten und wie wird das Ganze eine Zelle der größeren Gemeinschaft. Wie wächst das Ganze zum landschaftlichen und menschlichen Symbol heraus. Ungenügend ist die gesichtslose Lösung. Die amerikanisch-geradlinig rationelle Stadt ist tödlich.“

## Die künstlerische Ausgestaltung
Für den rückwärtigen Hof plante Korn mit Rudolf Belling einen großen Brunnen, der den Gesamteindruck von der Gartenseite aus bestimmt. Aus Eisen und Beton konstruiert, enthielt er bewegliche Komponenten, die die kinetische Kraft des Wassers nutzten, um eine weitere Bewegung außer dem Fließen des Wassers in den Brunnen zu integrieren: Das Wasser zeigt hier neben seiner ästhetischen Dimension auch seine technisch wirkenden Kräfte. Der Brunnen als tradiertes Gestaltungselement und ästhetischer Ruhepol wird auf diese Weise in die Moderne überführt und um die bisher häufig ignorierte technische Komponente der Wasserbewegung bereichert – ein ästhetischer Mehrwert entsteht durch einen modernen Interpretationsansatz. Belling entwarf auch andere Objekte für die Villa Goldstein, die aber kaum dokumentiert sind.
Die Konstruktion des Hauptbrunnens im Garten umspielt allseitig ausgreifend die Mittelachse des aus Eisen und Beton konstruierten Brunnens. Vier Spiralelemente konnten durch Wasserdruck in Drehbewegung versetzt werden, wobei die Bewegungsrichtung durch die Konstruktion je nach Spirale nach unten, nach oben oder auch seitlich lief. Die mittlere unbewegliche Spirale stand, mit 150 Löchern versehen, unter hohem Wasserdruck und produzierte einen Wasserschleier.

## Die Gartengestaltung
Korn konnte Richard Neutra, den er aus seinem kurzzeitigen Engagement im Architekturbüro von Erich Mendelsohn kannte, für die Gartengestaltung gewinnen. Die Bepflanzung natürlich und schlicht haltend, legte er den Hauptgarten auf der rückwärtig gelegenen Achse (Mitteltrakt des Hauptgebäudes – Brunnen – Schwimmbassin – Badehaus) terrassierend mit Bruchsteinen an und entwickelte so eine kontrastreiche rurale Folie für die modern und urban konzipierte Architektur. Die effektvoll ausladende Freitreppe mit Grundstücksmauer und Pfortenanlage zwischen Arysallee und Hausfront spiegelte diese gradlinige terrassierte Gestaltung ebenso wie die rustikale Komponente wider.

## Die Geschichte der Villa Goldstein
Im Jahr 1924 fertiggestellt und bezogen, erregte die Villa sofort die Aufmerksamkeit der Öffentlichkeit: an den Wochenenden versammelten sich architekturinteressierte Passanten und diskutierten über den Bau. Die Villa wurde bereits 1926 von der Deutschen Turnerschaft erworben. Die Modernität des Gebäudes bildete einen Kontrast zum mehrheitlich konservativen Turnverband. Der nun als Haus der Deutschen Turnerschaft bekannte Bau wurde weiterhin in der Fachpresse intensiv diskutiert.
Die Villa wurde von der Deutschen Turnerschaft als Geschäftsstelle genutzt, die Einbauten entfernt und auch der bereits nicht mehr funktionierende Brunnen im Garten beseitigt. Im nahegelegenen Deutschen Sportforum auf dem Olympiagelände errichtete die Deutsche Turnerschaft die Deutsche Turnschule, in der Lehrgänge zur Turnlehrerausbildung durchgeführt werden konnten. Eine geplante Verlegung der Geschäftsstelle auf des Sportforumgelände wurde nie umgesetzt.
Die Verwirklichung der stark diskutierten Bauten des Neuen Bauens im Stile eines Arthur Korn, der Bauhaus-Schule und der Architekturavantgarde insgesamt, das zeigt dieser Vorgang exemplarisch, war nunmehr bis zum Ende des Zweiten Weltkriegs nicht erwünscht – es wurden vielmehr Gegenentwürfe gebaut. Dem den rationalen Ansprüchen und Möglichkeiten der Moderne folgenden Stil wurde ein retrospektiver, klassizistisch grundierter und imperial auftretender Gestus entgegengesetzt.
Erst in den Nachkriegsjahren konnten Berlin und Deutschland wieder an die Architekturmoderne anschließen. Wobei, auch dieses zeigt die Geschichte der Villa Goldstein beispielhaft, auch bedeutende Bauten, die die Zeit des Nationalsozialismus und die Kriegswirren überstanden hatten, einem sich verändernden Zeitgeist weichen mussten: Im Zweiten Weltkrieg beschädigt, konnte das Anwesen noch bis 1957 bewohnt werden. Zu diesem Zeitpunkt aber wurde der Abriss der Villa Goldstein beschlossen. Diese wurde daraufhin beseitigt, um auf dem großen Grundstück neuen Wohnraum zu schaffen.